# Szobi Balázs
Szobi Balázs (Budapest, 1973. április 28. – Budapest, 2010. július 5.) magyar autóversenyző, az Oxxo Racing Team pilótája.

## Pályafutása
Szobi Balázs már fiatalon részt vett az országos rali bajnokságon, akkor még egy Lada kormánya mögött. Szárazföldi, vízi és légi sportokat is kipróbálta. Hobbi szinten motokrosszozott, snowboardozott, vitorlázott és repült, majd később jetskizett, ami kis időre el is távolította az autósporttól.
2004-ben elindult a Dakar egy európai szakaszán. 2006-ban saját csapattal, a Flex Dakar Teammel indult első sivatagi versenyére. 2007-ben MAN kamionjával ötödik helyen végzett saját kategóriájában, olyan nevek között, mint a holland Hans Stacey (a Dakar győztes), a cseh Aleš Loprais, vagy a brazil Andre de Azevedo.
Ugyanebben az évben benevezett a Magyar Suzuki Swift Kupába, ahol a cél a tapasztalatgyűjtés volt, mert indulni szeretett volna a kamionos Európa-bajnokságon. Bár a Swift szériában lemaradt a győzelemről, a Truck Racing EB 2008-as évadjának Misano-i hétvégéjén az Oxxo Racing Team színeiben versenyző Szobi Balázs megszerezte első Európa-bajnoki pontjait, ugyanis 2008-ban és 2009-ben az FIA European Tuck Racing Championshipen folytatta pályafutását.
2010. július 5-én Budapesten halálos légibalesetet szenvedett.

## Eredmények
- 2010 - FIA Truck Race Championship: 12. helyezés, pedig csak három futamon tudott részt venni a kilencből
- 2009 - FIA Truck Race Championship: 10. helyezés, Sponsor's Challenge 2. helyezett
- 2008 - FIA Truck Race Championship: 15. helyezés, T.R.I.P.A. Championship 2. helyezett, Rookie of the year 2008 - TRUCK RACE
- 2008 - Közép-Európa Rali: abszolút 19. helyezés
- 2008 - Autós Gyorsasági Bajnokság (Suzuki Swift): 2. helyezés, Rookie of the year 2007 - Suzuki Swift
- 2007 - Lisszabon-Dakar: kategória 5. helyezés
- 2007 - Jetski Országos Bajnokság - Freestyle kategória: 2. helyezés
- 2007 - Gyorsasági Országos Bajnokság, Suzuki Swift Kupa: 2. helyezés
- 2006 - Pharaon Rally Világkupa - Egyiptom: abszolút 3. helyezés
- 2006 - Jetski Országos Bajnokság - Fair Play Díj
- 2006 - Jetski Országos Bajnokság -Superstock 3. helyezés
- 2005-2006 - Lisszabon-Dakar: abszolút 24. helyezés
- 2005-2006 - Lisszabon-Dakar: Fair Play Díj
- 2005 - Off Road Baja Spain Európai Kupa: abszolút 4. hely
- 2005 - Hungarian BF GOODRICH Kupa: 2. helyezés
- 2002 - Jetski Országos Bajnokság - 3. helyezett
- 1997 - Jetski Országos Bajnokság - 5. helyezett
- 1995 - Jetski Országos Bajnokság - 3. helyezett
- 1994 - Jetski Országos Bajnokság - 4. helyezett

## Külső hivatkozások
- Életrajz az Oxxo Racing Team weboldalán